# 정민제
정민제(1995년 9월 4일 ~ )는 대한민국의 배우이다.

## 드라마
- 2022년 KBS1 일일드라마 《내 눈에 콩깍지》- 임정아 역

## 연극
- 2013년 드리밍
- 2018년 오백에 삼십
- 2018년 택시 안에서
- 2018년 희극지왕
- 2019년 달콤한 의뢰인
- 2019년 달콤한 의뢰인 - 대구
- 2019년 연애하기 좋은 날
- 2021년 라면